# Thomas Bayer
Thomas Bayer (* 1948 in Mainz) ist ein deutscher Schauspieler, Regisseur und Intendant.

## Leben
Bayer hatte als Schauspieler und Regisseur Engagements in Hamburg. Als Intendant war er zunächst von 1985 bis 1991 am Stadttheater Lüneburg und anschließend am Theater am Olof-Palme-Platz in  Stralsund tätig. Die kurze Spielzeit des Lüneburger Theaters aus den frühen Jahren von jährlich neun Monaten wurde zunehmend zu einem Problem, da die Ensemblemitglieder jedes Jahr in die Arbeitslosigkeit geschickt werden mussten. Erst in der Intendanz von Thomas Bayer konnte die Spielzeit 1986 auf zehn Monate und 1989 auf elf Monate ausgedehnt werden. Durch das 1988 begründete Festival Theatersommer Lüneburg (Spielort: Klosterhof bei der Ratsbücherei) konnte das Schauspielensemble dann erstmals ganzjährig beschäftigt werden.
1994 übernahm er von Walter Ruppel die Leitung des Hamburger Ohnsorg-Theaters. Er wollte das Theater völlig neu gestalten. Als Erstes entließ er die Dramaturgen Hartmut Cyriacks und Peter Nissen. Er beabsichtigte auch das Programm des Hauses von Grund auf zu ändern (zum Beispiel mit Musical und Kinderchor). Nachdem dies weder beim Publikum noch bei den Schauspielern auf Zustimmung stieß, kündigte er im Jahr darauf seinen Vertrag. Seine Nachfolge trat Christian Seeler an.

## Filmografie (Regie)
- 1992: Durchgangsverkehr (Fernsehen)
- 1992: Die schwebende Jungfrau (Fernsehen)